# Schweppe
Schweppe is een historisch merk van scooters.
De bedrijfsnaam was: Schweppe-Mechanik, Dillenburg.
Schweppe was een Duits merk dat scooters maakte met 143- en 184 cc ILO-motoren. De productie begon in 1949, maar werd in 1951 overgenomen door de Pirol Werke GmbH in Dortmund.